# Craig Taborn
Craig Taborn (* 20. února 1970 Minneapolis) je americký klavírista. Hudbě se věnoval od dětství. Ve dvanácti letech dostal od rodičů syntezátor Moog a ve stejné době začal docházet na lekce klavíru. Na střední škole dva roky studoval hudební teorii a kompozici. Své první vlastní album vydal v roce 1994, doprovázeli jej na něm kontrabasista Jaribu Shahid a bubeník Tani Tabbal. Později vydal řadu dalších alb a spolupracoval s desítkami hudebníků, mezi něž patří například Chris Potter, Bill Laswell, Roscoe Mitchell a John Zorn. V roce 2019 hrál na albu Sun of Goldfinger tria David Torn, Tim Berne a Ches Smith. V červnu 2019 vystupoval v rámci Zornova Bagatelles Marathonu v Praze.